# Middle Park Stakes
Groupe I
Les Middle Park Stakes est une course hippique de plat se déroulant fin septembre - début octobre sur l'Hippodrome de Newmarket, en Angleterre.
C'est une course de groupe I réservée aux poulains de 2 ans. La première édition eut lieu en 1866. C'est l'équivalent pour les poulains des Cheveley Park Stakes, réservés aux pouliches.
Elle se dispute sur la distance de 1 200 mètres, et l'allocation s'élève à £ 275 000.

## Palmarès depuis 1986
| Année | Vainqueur         | Pays        | Père              | Jockey               | Entraîneur          | Propriétaire                 | Deuxième         | Troisième          | Temps   |
| ----- | ----------------- | ----------- | ----------------- | -------------------- | ------------------- | ---------------------------- | ---------------- | ------------------ | ------- |
| 2024  | Shadow of Light   | Royaume-Uni | Lope de Vega      | William Buick        | Charlie Appleby     | Godolphin                    | Whistlejacket    | Dash Dizzy         | 1'12"29 |
| 2023  | Vandeek           | Royaume-Uni | Havana Grey       | James Doyle          | Ed & Simon Crisford | KHK Racing Ltd               | Task Force       | River Tiber        | 1'10"76 |
| 2022  | Blackbeard        | Irlande     | No Nay Never      | Ryan Moore           | Aidan O'Brien       | Coolmore                     | The Antarctic    | Persian Force      | 1'12"02 |
| 2021  | Perfect Power     | Royaume-Uni | Ardad             | Christophe Soumillon | Richard Fahey       | Cheikh R. Dalmook Al Maktoum | Castle Star      | Armor              | 1'11"32 |
| 2020  | Supremacy         | Royaume-Uni | Mehmas            | Adam Kirby           | Clive Cox           | Jason Goddard                | Lucky Vega       | Minzaal            | 1'09"73 |
| 2019  | Earthlight        | France      | Shamardal         | Mickaël Barzalona    | André Fabre         | Écurie Godolphin             | Golden Horde     | Summer Sands       | 1'09"31 |
| 2018  | Ten Sovereigns    | Irlande     | No Nay Never      | Donnacha O'Brien     | Aidan O'Brien       | Magnier, Smith & Tabor       | Jash             | Rumble Inthejungle | 1'10"04 |
| 2017  | US Navy Flag      | Irlande     | War Front         | J.-A.Heffernan       | Aidan O'Brien       | Magnier, Smith & Tabor       | Fleet Review     | Cardsharp          | 1'12"44 |
| 2016  | The Last Lion     | Royaume-Uni | Choisir           | Joe Fanning          | Mark Johnston       | J. Brown & M. Dennis         | Blue Point       | Mehmas             | 1'12"13 |
| 2015  | Shaala            | Royaume-Uni | Invincible Spirit | Frankie Dettori      | John Gosden         | Al Shaqab Racing             | Buratino         | Steady Pace        | 1'11"92 |
| 2014  | Charming Thought  | Royaume-Uni | Oasis Dream       | William Buick        | Charlie Appleby     | Écurie Godolphin             | Ivawood          | Muhaarar           | 1'13"01 |
| 2013  | Astaire           | Royaume-Uni | Intense Focus     | Neil Callan          | Kevin Ryan          | Angie Bailey                 | Hot Streak       | Justice Day        | 1'12"33 |
| 2012  | Reckless Abandon  | Royaume-Uni | Exchange Rate     | Gérald Mossé         | Clive Cox           | Deadman & Barrow             | Moohaajim        | Gale Force Ten     | 1'11"06 |
| 2011  | Crusade           | Irlande     | Mr.Greeley        | J.-A.Heffernan       | Aidan O'Brien       | Magnier, Smith & Tabor       | Lilbourne Lad    | Reply              | 1'10"75 |
| 2010  | Dream Ahead       | Royaume-Uni | Diktat            | William Buick        | D.-M.Simcock        | Khalifa Dasmal               | Strong Suit      | Approve            | 1'14"28 |
| 2009  | Awzaan            | Royaume-Uni | Alhaarth          | Richard Hills        | Michael Johnston    | Hamdan Al Maktoum            | Radiohead        | Showcasing         | 1'10"11 |
| 2008  | Bushranger        | Irlande     | Danetime          | Johnny Murtagh       | David Wachman       | Magnier, Smith & Tabor       | Sayif            | Huntdown           | 1'09"56 |
| 2007  | Dark Angel        | Royaume-Uni | Acclamation       | Michael Hills        | Barry Hills         | C. Corbett & C. Wright       | Strike The Deal  | Tajdeef            | 1'12"08 |
| 2006  | Dutch Art         | Royaume-Uni | Medicean          | Frankie Dettori      | Peter Chapple-Hyam  | Susan Roy                    | Wi Dud           | Captain Marvelous  | 1'14"07 |
| 2005  | Amadeus Wolf      | Royaume-Uni | Mozart            | Neil Callan          | Kevin Ryan          | J. Duddy & B. McDonald       | Red Clubs        | Always Hopeful     | 1'12"36 |
| 2004  | Ad Valorem        | Irlande     | Danzig            | Jamie Spencer        | Aidan O'Brien       | Sue Magnier                  | Rebuttal         | Iceman             | 1'12"19 |
| 2003  | Balmont           | Royaume-Uni | Stravinsky        | Pat Eddery           | Jeremy Noseda       | Sanford Robertson            | Holborn          | Auditorium         | 1'10"68 |
| 2002  | Oasis Dream       | Royaume-Uni | Green Desert      | Jimmy Fortune        | John Gosden         | Khalid Abdullah              | Tomahawk         | Elusive City       | 1'09"61 |
| 2001  | Johannesburg      | Irlande     | Hennessy          | Michael Kinane       | Aidan O'Brien       | M. Tabor & S. Magnier        | Zipping          | Doc Holiday        | 1'11"73 |
| 2000  | Minardi           | Irlande     | Boundary          | Michael Kinane       | Aidan O'Brien       | M. Tabor & S. Magnier        | Red Carpet       | Bad As I Wanna Be  | 1'12"75 |
| 1999  | Primo Valentino   | Royaume-Uni | Primo Dominie     | Pat Eddery           | Peter Harris        | Primo Donnas                 | Fath             | Brahms             | 1'12"83 |
| 1998  | Lujain            | Royaume-Uni | Seeking The Gold  | Frankie Dettori      | David Loder         | Cheikh M. Al Maktoum         | Bertolini        | Vision of Night    | 1'14"74 |
| 1997  | Hayil             | Royaume-Uni | Dayjur            | Richard Hills        | David Morley        | Hamdan Al Maktoum            | Carrowkeel       | Designer           | 1'12"39 |
| 1996  | Bahamian Bounty   | Royaume-Uni | Cadeaux Genereux  | Frankie Dettori      | David Loder         | Maktoum Al Maktoum           | Muchea           | In Command         | 1'11"95 |
| 1995  | Royal Applause    | Royaume-Uni | Waajib            | Walter Swinburn      | Barry Hills         | Maktoum Al Maktoum           | Woodborough      | Kahir Almaydan     | 1'11"14 |
| 1994  | Fard              | Royaume-Uni | Reprimand         | Willie Carson        | David Morley        | Hamdan Al Maktoum            | Green Perfume    | Fallow             | 1'11"36 |
| 1993  | First Trump       | Royaume-Uni | Primo Dominie     | Michael Hills        | Geoff Wragg         | Mollers Racing               | Owington         | Redoubtable        | 1'13"74 |
| 1992  | Zieten            | France      | Danzig            | Steve Cauthen        | André Fabre         | Cheikh M. Al Maktoum         | Pips Pride       | Factual            | 1'11"28 |
| 1991  | Rodrigo de Triano | Royaume-Uni | El Gran Señor     | Willie Carson        | Peter Chapple-Hyam  | Robert Sangster              | Lion Cavern      | River Falls        | 1'11"11 |
| 1990  | Lycius            | France      | Mr. Prospector    | Cash Asmussen        | André Fabre         | Cheikh M. Al Maktoum         | Distinctly North | Majlood            | 1'10"14 |
| 1989  | Balla Cove        | Royaume-Uni | Ballad Rock       | Steve Cauthen        | Ron Boss            | Harvey Cohen                 | Rock City        | Cordoba            | 1'11"04 |
| 1988  | Mon Tresor        | Royaume-Uni | Longleat          | Michael Roberts      | Ron Boss            | Pam Fitsall                  | Pure Genius      | Northern Tryst     | 1'12"27 |
| 1987  | Gallic League     | Royaume-Uni | Welsh Saint       | Steve Cauthen        | Barry Hills         | Robert Sangster              | Rahy             | Persian Heights    | 1'13"95 |
| 1986  | Mister Majestic   | Royaume-Uni | Tumble Wind       | Ray Cochrane         | Robert Williams     | David Johnson                | Risk Me          | Genghiz            | 1'13"75 |

## Précédents vainqueurs
- 1866 - The Rake
- 1867 - Green Sleeve
- 1868 - Pero Gomez
- 1869 - Frivolity
- 1870 - Albert Victor
- 1871 - Prince Charlie
- 1872 - Surinam
- 1873 - Newry
- 1874 - Plebeian
- 1875 - Petrarch
- 1876 - Chamant
- 1877 - Beauclerc
- 1878 - Peter
- 1879 - Beaudesert
- 1880 - St. Louis
- 1881 - Kermesse
- 1882 - Macheath
- 1883 - Busybody
- 1884 - Melton
- 1885 - Minting
- 1886 - Florentine
- 1887 - Friar's Balsam
- 1888 - Donovan
- 1889 - Signorina
- 1890 - Gouverneur
- 1891 - Orme
- 1892 - Isinglass
- 1893 - Ladas
- 1894 - Speedwell
- 1895 - St. Frusquin
- 1896 - Galtee More
- 1897 - Dieudonne
- 1898 - Caiman
- 1899 - Democrat
- 1900 - Floriform
- 1901 - Minstead
- 1902 - Flotsam
- 1903 - Pretty Polly
- 1904 - Jardy
- 1905 - Flair
- 1906 - Galvani
- 1907 - Lesbia
- 1908 - Bayardo
- 1909 - Lemberg
- 1910 - Borrow
- 1911 - Absurd
- 1912 - Craganour
- 1913 - Corcyra
- 1914 - Friar Marcus
- 1915 - Argos
- 1916 - North Star
- 1917 - Benevente
- 1918 - Stefan the Great
- 1919 - Tetratema
- 1920 - Monarch
- 1921 - Golden Corn
- 1922 - Drake
- 1923 - Diophon
- 1924 - Picaroon
- 1925 - Lex
- 1926 - Call Boy
- 1927 - Pharamond
- 1928 - Costaki Pasha
- 1929 - Press Gang
- 1930 - Portlaw
- 1931 - Orwell
- 1932 - Felicitation
- 1933 - Medieval Knight
- 1934 - Bahram
- 1935 - Abjer
- 1936 - Fair Copy
- 1937 - Scottish Union
- 1938 - Foxbrough
- 1939 - Djebel
- 1940 - Hyacinthus
- 1941 - Sun Chariot
- 1942 - Ribbon
- 1943 - Orestes
- 1944 - Dante
- 1945 - Khaled
- 1946 - Saravan
- 1947 - The Cobbler
- 1948 - Abernant
- 1949 - Masked Light
- 1950 - Big Dipper
- 1951 - King's Bench
- 1952 - Nearula
- 1953 - Royal Challenger
- 1954 - Our Babu
- 1955 - Buisson Ardent
- 1956 - Pipe of Peace
- 1957 - Major Portion
- 1958 - Masham
- 1959 - Venture
- 1960 - Skymaster
- 1961 - Gustav
- 1962 - Crocket
- 1963 - Showdown
- 1964 - Spanish Express
- 1965 - Track Spare
- 1966 - Bold Lad
- 1967 - Petingo
- 1968 - Right Tack
- 1969 - Huntercombe
- 1970 - Brigadier Gerard
- 1971 - Sharpen Up
- 1972 - Tudenham
- 1973 - Habat
- 1974 - Steel Heart
- 1975 - Hittite Glory
- 1976 - Tachypous
- 1977 - Formidable
- 1978 - Junius
- 1979 - Known Fact
- 1980 - Mattaboy
- 1981 - Cajun
- 1982 - Diesis
- 1983 - Creag-An-Sgor
- 1984 - Bassenthwaite
- 1985 - Stalker